# Louise Thuliez
Louise Thuliez (ur. 12 grudnia 1881 w Preux-au-Bois, zm. 10 października 1966 w Paryżu) – francuska nauczycielka, uczestniczka ruchu oporu w I wojnie światowej.

## Życiorys
Pracowała jako nauczycielka w Saint-Waast-la Vallée. Po wybuchu I wojny światowej podjęła działalność konspiracyjną na rzecz żołnierzy alianckich. Aresztowana przez Niemców 31 lipca 1915, została skazana na karę śmierci za szpiegostwo. Dzięki osobistej interwencji i wstawiennictwu króla Hiszpanii, Alfonsa, kara nie została wykonana i zamieniona na więzienie. Była osadzona w belgijskim Saint-Gilles. U kresu wojny 8 listopada 1918 odzyskała wolność.
We Francji międzywojennej uchodziła za jedną z najdzielniejszych kobiet z okresu I wojny światowej. W 1933 wydała książkę pt. Condamnée à mort (pol. Skazana na śmierć), opisującą jej przeżycia i wyróżnioną w 1935 nagrodą Montyona. W styczniu 1935 została udekorowana orderem Legii Honorowej i pasowana na rycerza przez gen. Maxime'a Weyganda.
W 1970 ustanowiono jej pomnik w rodzinnej miejscowości, a w 1974 nazwano ulicę jej imieniem w Paryżu.